# Museu Antártico
O Museu Antártico é um museu científico brasileiro localizado na cidade de  Rio Grande, no estado do Rio Grande do Sul. Faz parte do complexo museológico da Fundação Universidade do Rio Grande, que inclui o Museu Oceanográfico Prof. Eliezer de Carvalho Rios, o Museu Náutico e o Eco-Museu da Ilha da Pólvora.
Fundado pelo oceanógrafo Lauro Barcellos e dedicado às Ciências Naturais, sua criação foi vinculada ao desenvolvimento do Programa Antártico Brasileiro, recebendo o apoio da Comissão Interministerial para os Recursos do Mar, e tendo entre outros objetivos o de preservar e divulgar a memória das atividades nacionais no continente gelado. O prédio do museu é uma reprodução das primeiras instalações da Estação Antártica Comandante Ferraz.
Inaugurado em 7 de janeiro de 1997, seu acervo é formado por painéis, fotos, equipamentos sobre a Antártida e alguns objetos utilizados pelos cientistas brasileiros, que detalham a história da conquista daquele continente, a dinâmica dos mares e da vida no Pólo Sul e o esforço brasileiro em manter uma base em ambiente tão inóspito. Também fazem parte do acervo amostras geológicas e biológicas da Antártida. Nas palavras do fundador Lauro Barcellos, "a ideia é mostrar o que é a Antártida, o quão próximo nós estamos dela. Se interpretarmos corretamente o que acontece lá, podemos prever e entender o que acontece aqui, os processos climáticos antárticos, que são formadores do clima".
O museu recebe visitantes de todo o estado, mas fechou em abril de 2020 devido à pandemia de Covid-19, reabrindo ao público em novembro de 2021.